# Miodrag Anđelković
Miodrag Anđelković (Servisch: Миодраг Анђелковић) (Kosovska Mitrovica, 7 december 1977) is een Servische voetballer.